# Grande Semaine d'aviation de Rouen
La Grande Semaine d'aviation de Rouen est un meeting aérien qui eut lieu à Rouen du 19 au 26 juin 1910.

## Lieu
Il s'est déroulé au Madrillet, en bordure de la forêt du Rouvray.

## Organisation
Le Comité est présidé par Marcel Debons.

## Personnalités
Parmi les personnalités qui viennent voir la manifestation : Paul Doumer, ancien président de la Chambre des députés, Eugène Guérin, ancien garde des sceaux, Chrysostome Fosse, préfet, le général Meunier, commandant le 3e corps d'armée, Auguste Leblond, député-maire de Rouen, Paul Bignon, président du conseil général.

## Participants

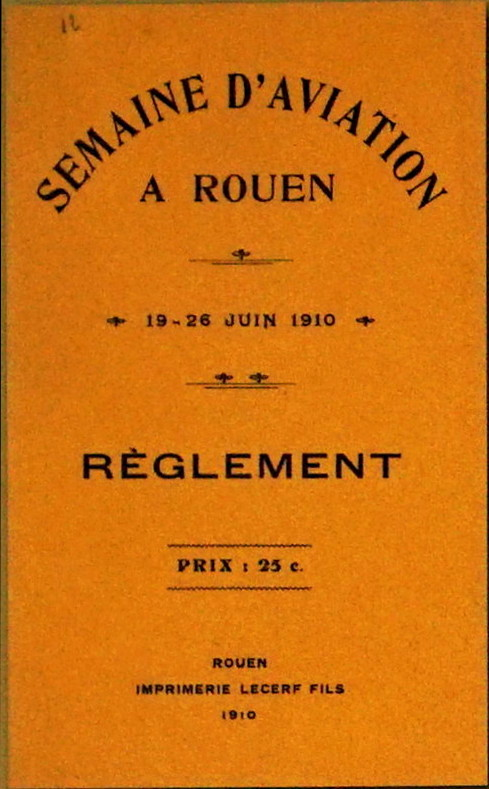
Le programme.

- Edmond Audemars sur Demoiselle Bayard-Clément
- Léon Bathiat sur biplan Breguet
- Breguet sur monoplan Breguet
- Émile Bruneau de Laborie sur biplan Farman
- Bartolomeo Cattaneo sur monoplan Blériot
- Jorge Chávez Dartnell sur biplan Farman
- Joseph Christiaens sur biplan Farman
- baronne Raymonde de Laroche sur biplan Voisin
- Bertram Dickson sur biplan Farman
- Émile Dubonnet sur monoplan Tellier
- Jean Dufour sur biplan Voisin
- Michel Efimoff sur biplan Farman
- Marcel Hanriot sur monoplan Hanriot
- Gijs Küller sur monoplan Antoinette
- Léon Morane sur monoplan Blériot
- René Métrot sur biplan Voisin
- Robert Mignot sur biplan Sommer
- Marcel Paillette sur biplan Sommer
- Charles Van Den Born sur biplan Farman
- Léon Verstraeten sur biplan Sommer